# Plavna
Plavna (in serbo Плавна?) è un villaggio della Serbia situato nella municipalità di Bač, nel Distretto della Bačka Meridionale, nella provincia autonoma di Voivodina. La popolazione totale è di 1 392 abitanti (censimento del 2002).